# Streymoy
Streymoy (dánul: Strømø) Feröer legnagyobb és legnépesebb szigete. Itt található a főváros, Tórshavn. Neve annyit tesz, mint „Áramlások szigete”.

## Földrajz
A sziget hosszúkás alakú, és nagyjából északnyugat-délkeleti irányban nyúlik el. Hossza 47 km, szélessége 10 km körüli. Nyugati és északi partjait csaknem függőleges madársziklák alkotják, míg a keleti part nyitottabb mély fjordjaival (köztük a Kollafjørðurral és a Kaldbaksfjørðurral), valamint a patakok torkolatánál épült településeivel. A sziget belsejében magas hegyek (legmagasabb csúcsa a Kopsenni, 789 m) és mély völgyek váltakoznak.

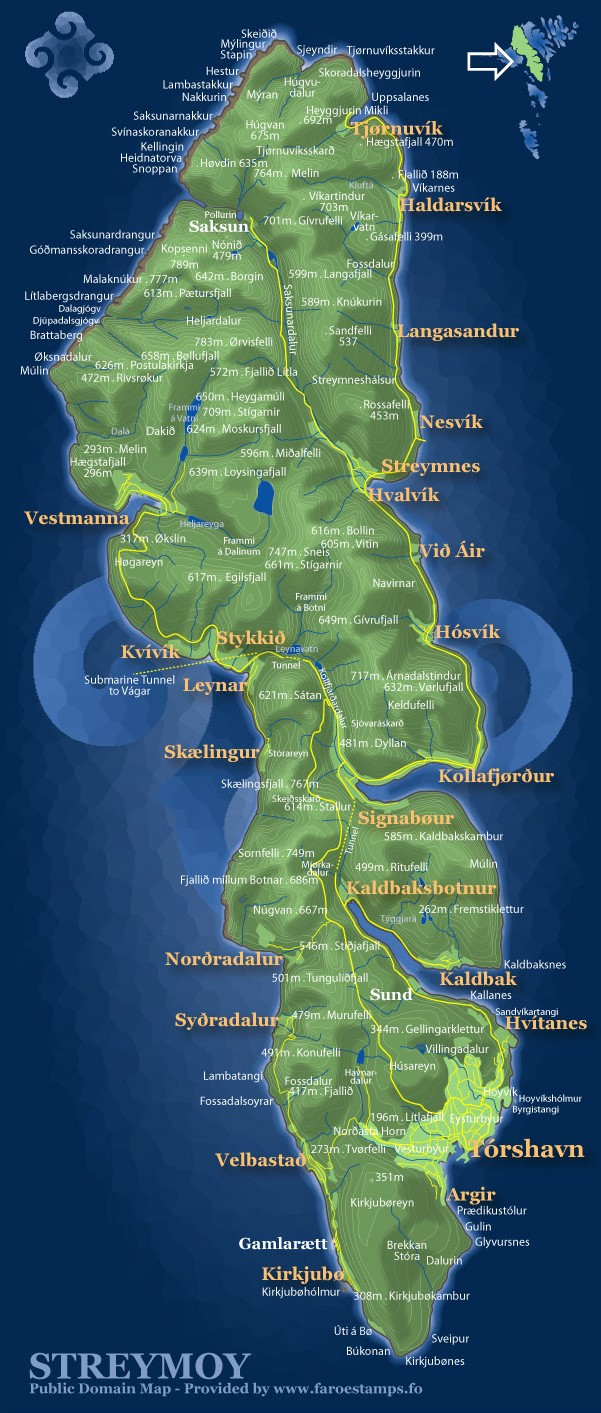
Streymoy térképe

Feröer többi szigetéhez hasonlóan itt is sok rövid patak és apró tó található. A növényzet jellemzően fű, fák nélkül.
Streymoyt keleten a keskeny Sundini szoros választja el a szigetcsoport második legnagyobb szigetétől, Eysturoytől. Tőle nyugatra fekszik Vágar, délre Sandoy. A sziget déli csúcsa körül három kisebb sziget található: Koltur, Hestur és Nólsoy.

### Élővilág
A sziget madárvilága nemzetközi jelentőségű. A fészkelőhelyek főként a sziget északnyugati partjain találhatók. Évente mintegy 130 000 pár tengeri madár költ ezeken a területeken. A legjelentősebb fajok az északi sirályhojsza (75 000 pár), a lunda (20 000 pár), a lumma (16 300 egyed), a háromujjú csüllő (9000 pár), az európai viharfecske (2500 pár), a fekete lumma (300 pár), az üstökös kárókatona (150 pár) és a nagy halfarkas (120 pár).
A szigeten jelen lévő vándorpatkány-állomány veszélyt jelent a fészkelő madarakra.

## Népesség
A szigeten 22400-an élnek, ami Feröer lakosságának mintegy 40%-a. Legnagyobb részük a fővárosban, Tórshavnban él. Itt található a kormányzat mellett a legnagyobb kikötő és az egyetem is. A város a szigetcsoport kereskedelmi központja.
További fontosabb települések: Vestmanna, a korábbi kompkikötő nyugaton; Kollafjørður középen és a festői Saksun és Tjørnuvík északon. Történelmi szempontból jelentős Kirkjubøur a sziget déli csücskénél, amely a középkorban püspöki székhely volt.
| Év              | Lakosság |
| --------------- | -------- |
| 1986. január 1. | 18 749   |
| 1991. január 1. | 20 036   |
| 1996. január 1. | 18 882   |
| 2001. január 1. | 20 612   |
| 2006. január 1. | 21 850   |

## Közlekedés

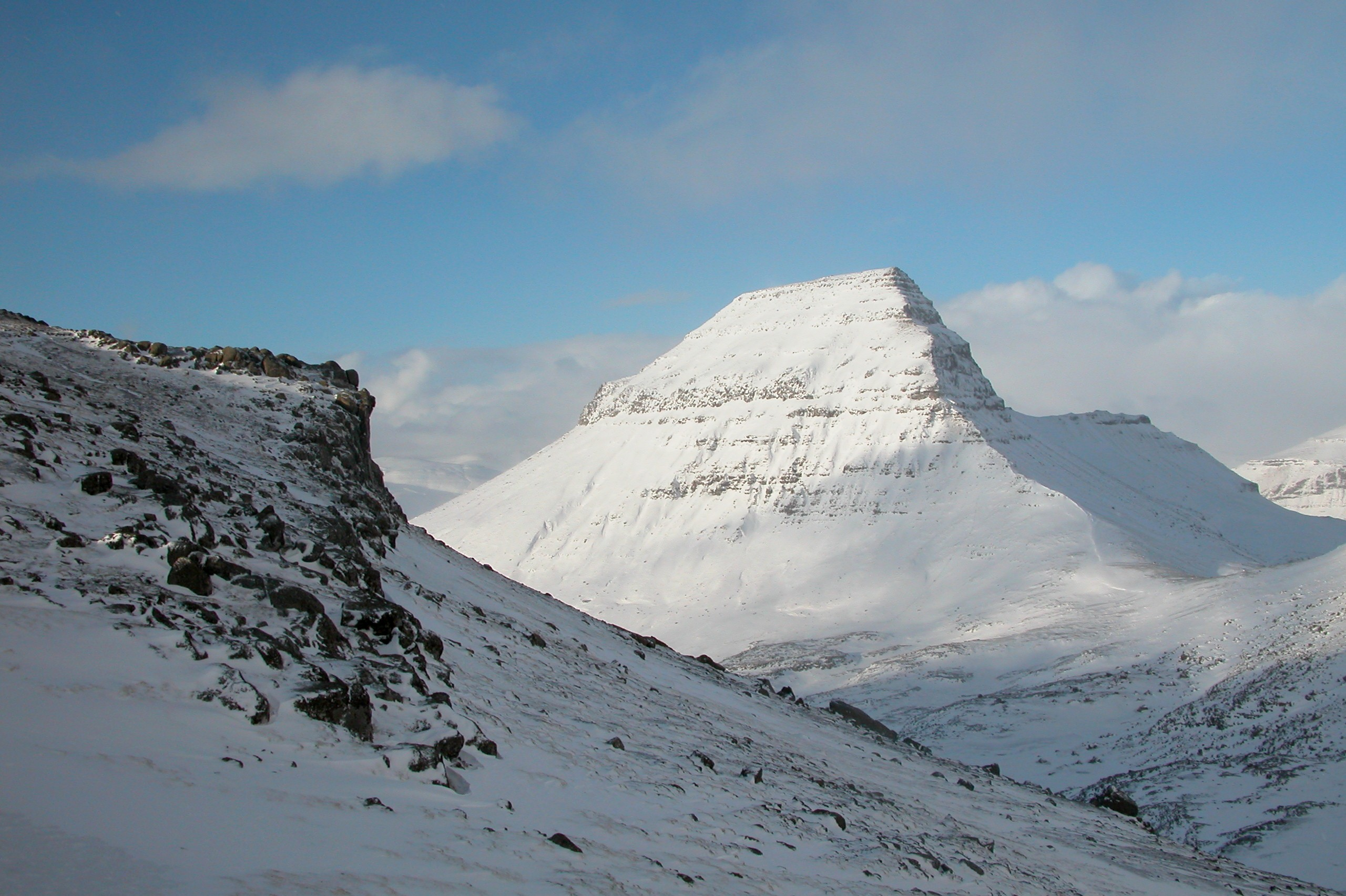
A Skælingsfjall télen

A sziget összes települését burkolt utak kötik össze. Tórshavn fő bevezető útja a 2,8 km-es Kollafjarðartunnilin alagúton halad át. A szigetet Eysturoyjal a Streymin-híd köti össze a Sundini szoros felett. 2002-ben adták át a Streymoyt Vágarral összekötő 4 km-es tenger alatti alagutat, a Vágatunnilint, így megteremtve az összeköttetést Feröer három fő szigete között.
Menetrend szerinti kompok közlekednek Sandoy és Suðuroy irányába. Nyaranta komp közlekedik a következő kikötőkbe: Hanstholm (Dánia), Lerwick (Shetland), Bergen (Norvégia) és Seyðisfjörður (Izland). A szigetcsoport repülőtere a Vágari repülőtér, mely a szomszédos Vágar szigetén található.